# Hognoul
Hognoul (en wallon  Hognoûl) est une section de la commune belge d'Awans située en Wallonie dans la province de Liège. C'était une commune à part entière avant la fusion des communes de 1977.

## Démographie
- Sources:INS, Rem:1831 jusqu'en 1970=recensements, 1976= nombre d'habitants au 31 décembre

## Personnalité
- Eustache le Franchomme de Hognoul, homme de guerre.
- Jules Herbillon (1896-1987), linguiste, y est né.